# Vening Meineszprijs
De Vening Meineszprijs is een wetenschappelijke prijs die tweejaarlijks wordt uitgereikt door het gebiedsbestuur voor Aard- en Levenswetenschappen van de Nederlandse Organisatie voor Wetenschappelijk Onderzoek (NWO). De prijs is vernoemd naar Felix Vening Meinesz, een Nederlands geofysicus. De prijs is bedoeld voor jonge aardwetenschappers die maximaal zes jaar geleden zijn gepromoveerd en die werkzaam zijn in Nederland, en is voor het eerst uitgereikt in 1965.
De prijs bestaat uit een bijdrage van €10.000 ter dekking van onderzoeksgerelateerde kosten. Het geld komt van een schenking door Felix Vening Meinesz aan ZWO, de voorloper van NWO, en is voor een groot deel afkomstig uit het geldbedrag dat Vening Meinesz in 1962 had ontvangen met de prestigieuze Vetlesen prijs. De Vening Meinesz prijs wordt sinds 1998 uitgereikt tijdens het Nederlandse Aardwetenschappelijk Congres. De uitreiking van de eerste prijs vond plaats op 17 augustus 1965 ten huize van Vening Meinesz. Dr. Olaf Schuiling, verbonden aan het Vening Meinesz Laboratorium voor Geofysica en Geochemie van de Universiteit Utrecht, mocht de prijs ontvangen uit handen van prof. dr. J.J.N. (Jan) Bakhuizen van den Brink, de toenmalige voorzitter van ZWO.

## Winnaars[2]
- 1965 Olaf Schuiling
- 1968 Hans Zijderveld
- 1972 Ben Engelen
- 1972 Hans Schouten
- 1976 Nico van Breemen
- 1983 Guust Nolet
- 1989 Roel Snieder
- 1998 Frédéric Marin
- 2000 Wout Krijgsman
- 2006 Wim van Westrenen
- 2008 Guido van der Werf
- 2010 Appy Sluijs
- 2012 Johan Weijers
- 2014 Jorien Vonk
- 2016 Lennart de Groot[4]
- 2018 Niko Wanders[5]
- 2020 Tjalling de Haas[6]
- 2022 Anouk Beniest[7]
- 2024 Lydian Boschman[8]
- 2025 Edgar Steenstra[9]